# Fibra reticular

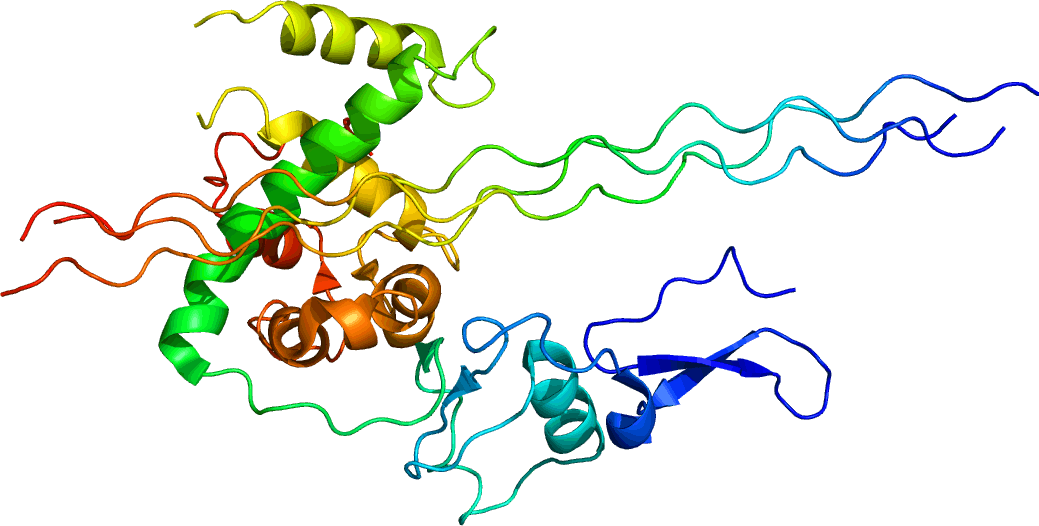
Colágeno Tipo III, (arriba derecha) las tres cadenas onduladas simples, (horizontales que atraviesan la imagen).

En histología y biología celular las denominadas fibras reticulares están constituidas principalmente por colágeno tipo III de tres cadenas.
  Las fibras construyen una red extracelular altamente ordenada y proporcionan un soporte (matriz extracelular) para los tejidos.
 Se encuentran en el tejido conjuntivo y son sintetizadas por células reticulares, fibroblastos o miofibroblastos.
 Las fibras reticulares tienen funciones mecánicas en los diversos órganos que las contienen.

## Estructura
La fibra reticular está formada por colágeno tipo III. 
Las tres cadenas alfa, están unidas como triple hélice en el tropocolágeno trimérico. 
Este esqueleto básico está asociado con carbohidratos complejos.
 
Las fibras reticulares son sintetizadas por fibroblastos, miofibroblastos, miocitos y células reticulares, que se suelen encontrar alrededor del tejido nervioso, en los órganos huecos como los vasos sanguíneos grandes, el útero y el intestino. Estas fibras rodean los adipocitos y están dentro de los ganglios linfáticos, del miocardio y del hígado.
Las fibras reticulares muestran una secuencia de bandas transversales de 68 nanómetros (nm), tienen un diámetro reducido, poseen un diseño ramificado y no forman haces.

## Gen
El gen COL3A1 codifica para la  cadena α-1 del colágeno tipo III, está localizado en el brazo largo (q) del cromosoma 2 (humano) en la banda 32.2; (2q32.2). 
El tropocolágeno III es el segundo colágeno fibrilar más abundante y está asociado con el colágeno I en todos los tejidos blandos, en particular aquellos con propiedades elásticas. 
Es una proteína grande de >300 nm de longitud con un peso molecular >300 kDa,
El colágeno III contiene tres cadenas αlfa-1 (homotrímero) codificadas por el gen COL3A1 en el cromosoma 2. Una de las cadenas αlfa adopta una conformación diferente para permitir un empaquetamiento eficiente de las tres cadenas.
Las mutaciones en el colágeno y en las enzimas que lo procesan causan trastornos de la matriz extracelular (ECM), como la osteogénesis imperfecta, el síndrome de Alport y los síndromes de Ehlers Danlos .

## Función
Las fibras reticulares conformadas por colágeno tipo III, son funcionales a las fuerzas de tensión y tracción dentro del tejido.

En el corazón normal hay dos tipos de fibras de colágeno:  tipo I y colágeno tipo III sintetizadas por los fibroblastos y los miofibroblastos. El colágeno III se asocia con el colágeno tipo I, formando fibrillas de colágeno heterotípicas tipo I:III.
Las fibras de colágeno tipo III representan el 10% de todo el colágeno del miocardio. El colágeno tipo III desarrolla un papel en el acortamiento del cardiomiocito y la función ventricular de eyección.